# Četkoglavci
Četkoglavci (Loricifera), samostalno koljeno ili razred sićušnih morskih beskralježnjaka opisanih tek 1983. godine. Klasificirani su u  Cephalorhyncha, ili Scalidophora zajedno sa sa bodljoglavcima (Kinorhyncha) i valjčarima (Priapulida). Tijelesna duplja ovih organizama je pseudocel, a veličina ne prelazi pola milimetra. Odvojenih su spolova. Mikroskopske su veličine, tijelo je razdijeljeno na glavu na kojoj se nalaze trnoviti nastavci i usta okružena bodežićima te prsa i zadak.
Opisano je preko dvadeset vrsta od kojih su svi svrstani u red Nanaloricida s dvije porodice Nanaloricidae i Pliciloricidae. Ovo koljenu ili razredu navodi se da pripada i rod Spinoloricus s vrstom Spinoloricus turbatio, otkrivenoj 2007 godine, te 2014. godine otkrivena na dnu Sredozemnog mora vrsta Spinoloricus cinziae, koja može živjeti bez kisika.

## Sistematika
Loricifera
Red Nanaloricida
Porodica Nanaloricidae
Genus Armorloricus
1. Armorloricus davidi Kristensen & Gad, 2004
2. Armorloricus elegans Kristensen & Gad, 2004
3. Armorloricus kristenseni Heiner, 2004

Genus Australoricus Heiner, Boesgaard & Kristensen, 2009
1. Australoricus oculatus Heiner, Boesgaard & Kristensen, 2009

Genus Culexiregiloricus Gad, 2009
1. Culexiregiloricus trichiscalida Gad, 2009

Genus Nanaloricus Kristensen, 1983
1. Nanaloricus khaitatus Todaro & Kristensen, 1998
2. Nanaloricus mysticus Kristensen, 1983

Genus Phoeniciloricus
1. Phoeniciloricus implidigitatus Gad, 2004
2. Phoeniciloricus simplidigitatus Gad, 2004

Porodica Pliciloricidae Higgins & Kristensen, 1986
Genus Pliciloricus Higgins & Kristensen, 1986
1. Pliciloricus cavernicola Heiner, Boesgaard & Kristensen, 2009
2. Pliciloricus corvus Gad, 2005
3. Pliciloricus diva Gad, 2009
4. Pliciloricus dubius Higgins & Kristensen, 1986
5. Pliciloricus enigmaticus Higgins & Kristensen, 1986
6. Pliciloricus gracilis Higgins & Kristensen, 1986
7. Pliciloricus hadalis Kristensen & Shirayama, 1988
8. Pliciloricus leocaudatus Heiner & Kristensen, 2005
9. Pliciloricus orphanus Higgins & Kristensen, 1986
10. Pliciloricus pedicularis Gad, 2005
11. Pliciloricus profundus Higgins & Kristensen, 1986
12. Pliciloricus senicirrus Gad, 2005
13. Pliciloricus shukeri Heiner & Kristensen, 2005

Genus Rugiloricus Higgins & Kristensen, 1986
1. Rugiloricus carolinensis Higgins & Kristensen, 1986
2. Rugiloricus cauliculus Higgins & Kristensen, 1986
3. Rugiloricus doliolius Gad, 2005
4. Rugiloricus ornatus Higgins & Kristensen, 1986
5. Rugiloricus polaris Gad & Arbizu, 2005

Genus Titaniloricus
1. Titaniloricus inexpectatovus Gad, 2005

## Vanjske poveznice
|  | Zajednički poslužitelj ima još gradiva o temi Loricifera |
|  | Wikivrste imaju podatke o taksonu Loricifera             |